# Stepanos II (ormiański patriarcha Konstantynopola w XIX wieku)
Stepanos II (ur. ?, zm. ?) – w latach 1831–1839 oraz 1840–1841 63. ormiański Patriarcha Konstantynopola.